# 道心すすむる
『道心すすむる』（どうしんすすむる）は、平安時代に成立したと見られる日本の物語。作者不詳。『枕草子』の「物語は」の段（日本古典文学大系第212段）で『住吉物語』（現存する写本は鎌倉時代以降の改作と見られる）や『うつほ物語』と共に名を挙げられている。
現存する写本の存在しない逸書であるが『風葉和歌集』に、本作の話中で詠まれた和歌7首が採録されている。その詞書より、右大臣（5首）・朱雀帝（1首）・中納言（1首）の登場人物3名が確認される。「道心」は仏道に帰依することで、表題の「道心すすむる」は「出家・入道を薦める」の意味。この表題や、男性の登場人物が多いと見られることから失恋苦を動機とする主人公の出家・入道の物語ではないかと推測されている。